# Conde de Alto Mearim
Conde de Alto Mearim é um título nobiliárquico criado por D. Carlos I de Portugal, por Decreto de 1 de Setembro de 1891, em favor de José João Martins de Pinho, Barão de Alto Mearim no Brasil.
Titulares
1. José João Martins de Pinho, 1.º Conde de Alto Mearim.

Após a Implantação da República Portuguesa, e com o fim do sistema nobiliárquico, usaram o título: 
1. Álvaro Roque de Pinho, 2.º Conde de Alto Mearim;
2. José João Valdez Briffa Roque de Pinho, 3.º Conde de Alto Mearim;
3. Álvaro José de Carvalho Roque de Pinho, 4.º Conde de Alto Mearim;
4. José João Neto Rebelo Roque de Pinho, 5.º Conde de Alto Mearim e 2.º Visconde de Rio Vez.[2]